# Герб Бежецкого района
Герб Бежецкого района Тверской области
Герб утверждён Решением № 150 Бежецкого районного Собрания депутатов Тверской области 27 июля 1999 года.
Герб внесён в Государственный геральдический регистр Российской Федерации под регистрационным номером 555.

## Описание герба
«В червлёном поле зелёный с черными стеблями и с плодами в цвет поля, тонко окаймлённый серебром малиновый куст, растущий на золотой оконечности, обременённой тремя лазоревыми, с золотой сердцевиной цветками льна и окаймлённый зеленью и сопровождаемый во главе серебряной, с горностаевой опушкой и червлёной, с золотыми складками, княжеской шапкой, между двух летящих к ней с воздетыми крыльями золотых голубей».

## Обоснование символики

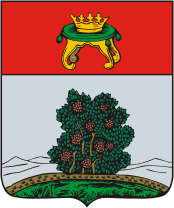
Герб Бежецка (1780)

Герб Бежецкого района разработан на основе исторического герба города Бежецка. Этот герб был Высочайше утверждён 10 октября 1780 года. и имел следующее описание: 

«В верхней части щита герб Тверской. В нижней — куст малины в серебряном поле, которым весьма изобилуют окрестности сего города».
В советское время был составлен новый герб Бежецка с изображением венка из голубых цветков льна. В современном гербе куст малины и цветки льна дополнены княжеской короной и двумя голубями. Княжеская корона напоминает об удельном княжении в Бежецком Верхе, а голуби — о птице на чеканившихся здесь древних монетах. Современный герб Бежецка советского периода не имел официального утверждения.
Авторы герба района: В. И. Лавренов и Е. В. Маняк (художник).
В то же время герб Бежецкого района подвергается критике со стороны краеведов за "казенность" и историческую недостоверность.